# Fowler, Kalifornien
Fowler är en stad (city) i Fresno County, i delstaten Kalifornien, USA. Enligt United States Census Bureau har staden en folkmängd på 5 646 invånare (2011) och en landarea på 6,6 km².